# Valle Davis
La Valle Davis  (in lingua inglese: Davis Valley) è una valle antartica priva di ghiaccio situata subito a est del Forlidas Ridge, nel settore nordorientale del Massiccio Dufek nei Monti Pensacola, in Antartide.
La valle è stata mappata dall'United States Geological Survey (USGS) sulla base di rilevazioni e foto aeree scattate dalla U.S. Navy nel periodo 1956-66.
La denominazione è stata assegnata dall'Advisory Committee on Antarctic Names (US-ACAN) in onore di Edward H. Davis, meccanico edile che faceva parte del gruppo che ha trascorso l'inverno del 1957 presso la Stazione Ellsworth.

## Conservazione
La Valle Davis, assieme ad altre valli adiacenti prive di ghiaccio, forma uno dei più meridionali sistemi di valli secche sul continente antartico e riveste un rilevante interesse scientifico per l'interpretazione dei precedenti eventi glaciali e dell'evoluzione del clima in Antartide. Assieme allo Stagno Forlidas, situato a circa 500 m di distanza, il sito ricade sotto la protezione del Trattato Antartico, dove è inserito come Area Specialmente Protetta dell'Antartide (codice ASPA 119).